# Arundinella leptochloa
Arundinella leptochloa är en gräsart som först beskrevs av Ernst Gottlieb von Steudel, och fick sitt nu gällande namn av Joseph Dalton Hooker. Arundinella leptochloa ingår i släktet Arundinella och familjen gräs. Inga underarter finns listade i Catalogue of Life.